# تفاعل متسونوبو
تفاعل متسونوبو هو تفاعل في الكيمياء العضوية يقوم بتحويل الكحول إلى عدة مجموعات وظيفية مثل الاسترات باستخدام ثلاثي فينيل فوسفين.

## آلية التفاعل
آلية تفاعل متسنوبو لم يتم الاتفاق عليها حيث أنها معقدة ولم يتم تحديد المركبات الوسيطة بدقة، ولكن فيما يلي أحد أبسط الميكانيكيات القريبة إلى الواقع
 بداية، يهجم ثلاثي فينيل فوسفين(2) على ثنائي ايثيل ازوالكاربوكسالات(1) في هجوم نيكليوفيلي منتجا المادة الوسيطة(3) والتي تحتوي على ذرة نيتروجين سالبة وقاعدية تلتقط البروتون من الحمض(4) منتجة المادة الوسيطة ثنائية القطب (5). في الوسيط(5) تقوم ذرة النيتروجين المرتبطة بالفسفور بانتزاع بروتون من الكحول منتجا الهيدروكسيل الذي يقوم بالهجوم مرة أخرى على الفسفور ليكسر رابطة الفسفور-نيتروجين وينتج (7) و (8)

### ترتيب إضافة المواد خلال التفاعل
في العادة، تتم إذابة الكحول والحمض الكربوكسيلي وثلاثي فينيل الفوسفين في مذيب قطبي غير بروتوني، يتم التبريد حتى الصفر المئوي وتتم إضافة  ثنائي ايثيل ازوالكاربوكسالات.